# 縦四方固

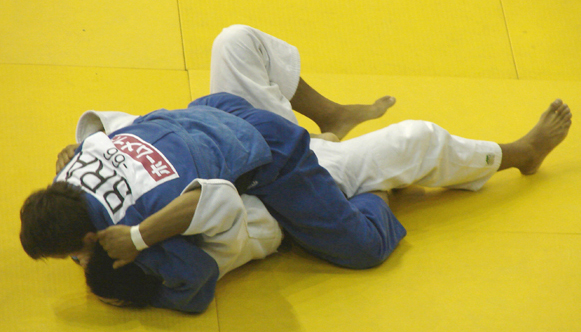
縦四方固の基本形

縦四方固（たてしほうがため）は、柔道の固技の抑込技の一つ。講道館や国際柔道連盟 (IJF) での正式名。IJF略号TSG。

## 概要
相手の上半身に跨がって抑え込む技。
基本形は仰向けの相手の胴に両脚でまたいだ「馬乗り」状態から胸を密着させ両腕で相手の頭を抱え抑え込む。相手の首や肩を腕で、相手の両脚を脚でコントロールし、ブリッジや脚を絡む動きを封じる。跨がっていても相手の足のほうを向いて抑え込む場合は崩上四方固となる。相手の両腕が脚の下にある場合は抑込技として認められない。ブラジリアン柔術でもマウントポジションとしてはポイントは得られない。アドバンテージは得られる。
試合での実例
- 2018年世界柔道選手権大会バクー女子70 kg級2回戦

×ミカエラ・ポレレス（オーストリア）　（07:59 縦四方固）　ミーガン・フレッチャー（アイルランド）○
抑え込みが主審により宣せられたが『IJFレフェリング・アンド・コーチング・セミナー2019』でポレレスの両腕がフレッチャーの脚の下になっていたので抑え込みは成立せず誤審であると判断された。

## 変化

### 肩固併用縦四方固
肩固併用縦四方固（かたがためへいようたてしほうがため）は肩固のように相手の片腕と頭を抱えながら抑える縦四方固。映像作品『講道館柔道 固技 分類と名称』では縦四方固の一種だとしている。YouTube KODOKANチャンネルの縦四方固の動画はこの縦四方固のみをあつかっている。柔道以外の格闘技では肩固扱いされることが多い。

### 崩縦四方固
崩縦四方固（くずれたてしほうがため）は両腕で相手の頭を抱えず、片方の肩もしくは腕を抱え、やや自ら襷型になって抑える縦四方固。
相手の左腕を制しながら左脚を相手の右肩と頭の間まで踏み込んだ崩縦四方固もある。映像資料『講道館柔道 固技 分類と名称』で柏崎克彦の試合映像を含め紹介されている。
試合での実例
- グランドスラム・パリ2015女子70 kg級2回戦

○田知本遥（日本）　（02:24 三角固 (AJJF) ）　アネット・ブレテンバッシュ（ハンガリー）×
全日本柔道連盟(AJJF)は「三角固」としてるが縦四方固の崩縦四方固である。

#### 腕固め縦四方
腕固め縦四方（うでがためたてしほう）は腕挫腕固を掛けながらの崩縦四方固。片脚を絡まれたハーフマウントから腕挫腕固を掛けはじめ、抑え込みに入っていく場合もある。また、そのまま腕挫腕固に極める場合もある。

#### シバロック
シバロックとは仰向けになった相手の右腕を固めながら相手の右側面に付いて抑え込む崩縦四方固。その際に相手の背後に自らの両脚が入り込んだ状態になる。この抑え込みは縦四方固に分類される。国士舘大学の学生によって開発されたと言われている。なお、2018年からIJFは腕を覆わない形のシバロックを認めなくなった。別名4869（しばろっく）。

### 三角絞併用縦四方固
三角絞併用縦四方固（さんかくじめへいようたてしほうがため）は前三角絞を掛けながら抑える縦四方固。胸を相手に密着させずに手を畳についたりして返されないようにする。そのまま、前三角絞で参ったをとってもよい。ひっくり返された場合は前三角絞で参ったを狙う。七大柔道では下からの前三角絞から逆転した形は抑込技として認められない。ブラジリアン柔術ではマウントポジションとしてポイントもアドバンテージも得られない。柔道家の川石酒造之助は通常とは両脚を左右逆に組んだ三角絞併用縦四方固を縦三角固（たてさんかくがため）と呼んでいる。

### 脚三角からの縦四方固
脚三角からの縦四方固とは、ヒラメ（体を伸ばしながらのうつ伏せ状態）になった相手の背後から両脚を自らの両脚で絡ませながら相手を仰向けに横転させ返して自らの両脚を持ち上げ相手の両脚が効かないようにして抑え込む技。木戸慎二や田代未来が多用することで知られる。

## 特徴
縦四方固はブラジリアン柔術、総合格闘技ではマウントポジションと呼ばれている。マウントポジションは打撃技、絞め技、関節技へ展開しKOやタップアウトを狙うための体勢のため、抑え込み続けることを目的とする場合と違い、胸の密着をさせないことが多い。詳細はグラウンドポジションを参照されたい。